# 포석선
포석선은 포석에 사용되는 바둑판의 괘선으로, 제3선(실리선)과 제4선(세력선)을 아울러 이르는 별칭이다.